# Gullringen
Gullringen är en tätort i Vimmerby kommun i Kalmar län belägen vid Vervelån cirka tjugo kilometer norr om centralorten Vimmerby. 
Trakten var ursprungligen ren skogsbygd under Ålhults gods. Samhället uppstod kring 1902 när Östra Centralbanan byggdes genom området och en station "Gullringen" anlades. 
Gullringen har som mest haft runt 800 invånare (på 1980-talet) och har varit väl känd både inom och utom Sverige tack vare sin tidigare livliga trähusindustri med företaget Gullringshus. I Gullringshus tidigare produktionslokaler bygger Skanska Byggsystem sedan början av 2000-talet de lägenheter som i samarbete med Ikea lanseras under varumärket BoKlok.

## Historia

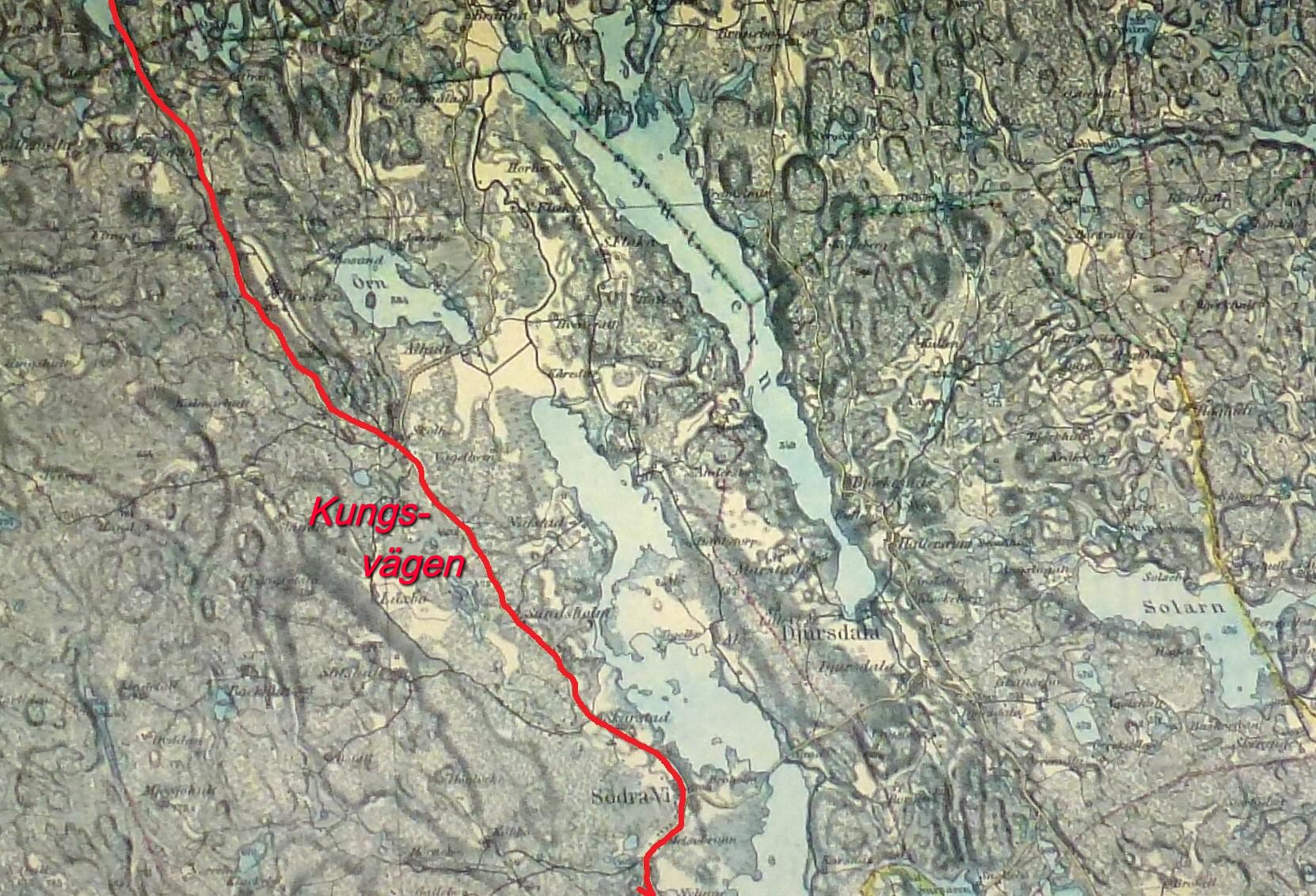
Del av Generalstabskartan från 1885, då ortsnamnet "Gullringen" inte fanns än. "Kungsvägen" är markerad med rött.

Enligt en legend härrör ortnamnet "Gullringen" från den guldring som en prinsessa eller drottning lär ha tappat just här när hon färdades på Kungsvägen på väg till godset Ålhult. Det syftar ursprungligen på ett kärr, som sträckte sig utefter Sävsjöån. Samhället Gullringen är relativt ungt. När Östra Centralbanan, numera Stångådalsbanan, öppnades för trafik 1902 fick det nya stationshuset namnet Gullringen efter legenden.
I mitten av 1700-talet bodde general Carl Fredrik Pechlin, mera känd för misstänkt inblandning i mordet på Gustav III, i Ålhults herrgård utanför nuvarande Gullringen. Pechlin anlade 1757 ett järnbruk vid Brännebro, en del av nuvarande Gullringen, där järnet förädlades. Järnet fraktades från Storebro i pråmar på Stångån. Man tillverkade även kimrök och beck vid verket. Kimrök är ett sot som användes till trycksvärta och målarfärg; beck är en restprodukt av kimrök och den användes till tätning av fartyg. 1834 lade man ner bruksdriften vid Brännebrobruket.
År 1902 stod ett stationshus klart i Gullringen, som tidigare bara bestått av en gammal skogvaktarbostad. Den 8 juni 1902 invigdes högtidligen Östra Centralbanan av kung Oscar II. Kungen stannade till en stund i Gullringen för att titta på det utsmyckade stationshuset.
Järnvägen blev ett verkligt uppsving för bygden och runt stationen växte samhället nu upp. Redan 1903 fick Gullringen sin första handelsbutik, Hilda Johanssons affär. Hilda Johansson fick konkurrens då David Wohlfart 1907 byggde en affär på andra sidan vägen. Som mest fanns det fyra affärer, ett konditori och en matservering i samhället.
Järnvägen hade blivit en port till yttervärlden och någon med blick och förmåga att utnyttja detta behövdes. Brukspatron Nordström på Ålhults herrgård var dåvarande ägare av godset. År 1905 sålde han all mark till direktör Nils Petter Danielsson för en summa av 565 000 kr. Denne startade Norrköpings Exporthyvleri i Gullringen. Något år senare byggdes ett sågverk, som senare också utökades med anläggningar för virkets förädling. Danielsson lät bygga smalspåriga skogsjärnvägar till sjöarna Möckeln i väster och Ören i öster. Här gick "Skogs-Sara", eller "Sot-Sara" som loket också kallades. Tåget transporterade virket till sågverket och var vida känt i bygden.
Arbetarna bodde på den tiden i så kallade kaserner, som var enkla hus belägna på kal, nyss röjd skogsmark. Hygienen på den tiden var inte dålig, men småkryp fanns. Ställde man in en nybakad brödlimpa i skafferiet ena dagen, kunde man dagen efter hitta den ihålig. Klockan sex morgon och kväll "blåste det i såga", vilket innebar att en signal ljöd för att markera arbetsdagens början och slut. Detta skedde även på lördagar, så det var en lång arbetsvecka.
År 1920 utvidgades verksamheten vid sågverket till lådtillverkning, främst sockerlådor för export till England. Kring 1920 inträffade blomstringstiden för Nils Petter Danielssons trävaruindustri men sedan sjönk virkespriserna med hälften på grund av en kraftig deflation. Hans skogsfastigheter var mer eller mindre kalhuggna och gav ingen avkastning. Bankräntorna till de stora skulderna kunde inte betalas, utan att ta upp nya lån. Östergötlands Enskilda Bank, tog över kontrollen av koncernen medan Danielsson fick sitta kvar som ordförande i styrelsen. Ålhults skogar såldes till Domänverket och sågen fick läggas ner. Danielssons livsverk krossades, han blev svårt sjuk och dog den 15 september 1926, 71 år gammal.
Runt 1908-1910 bildades en fotbollsklubb som redan från början fick stark vind i seglen. 1933 bildades Gullringens GoIF, GGoIF, som i dag har ett framgångsrikt fotbollslag i Division 3 Östra Götaland.
Gullringen hade en stor tillväxt på 1960- och 1970-talen. Samhället fick sina första hyreshus och ett värdshus, ett nytt hus för bank och post samt en ny affär. På 1970-talet fanns det mycket utländsk arbetskraft i samhället, främst greker, men i dag finns ingen av dem kvar i samhället. Man byggde under denna tid också mycket anläggningar för fritidsaktiviteter, såsom golfbana, elljusspår, simhall, en fin fotbollsarena, m.m. Allt detta berodde på att husföretaget växte och mer folk flyttade in i Gullringen.

### Historiska bilder

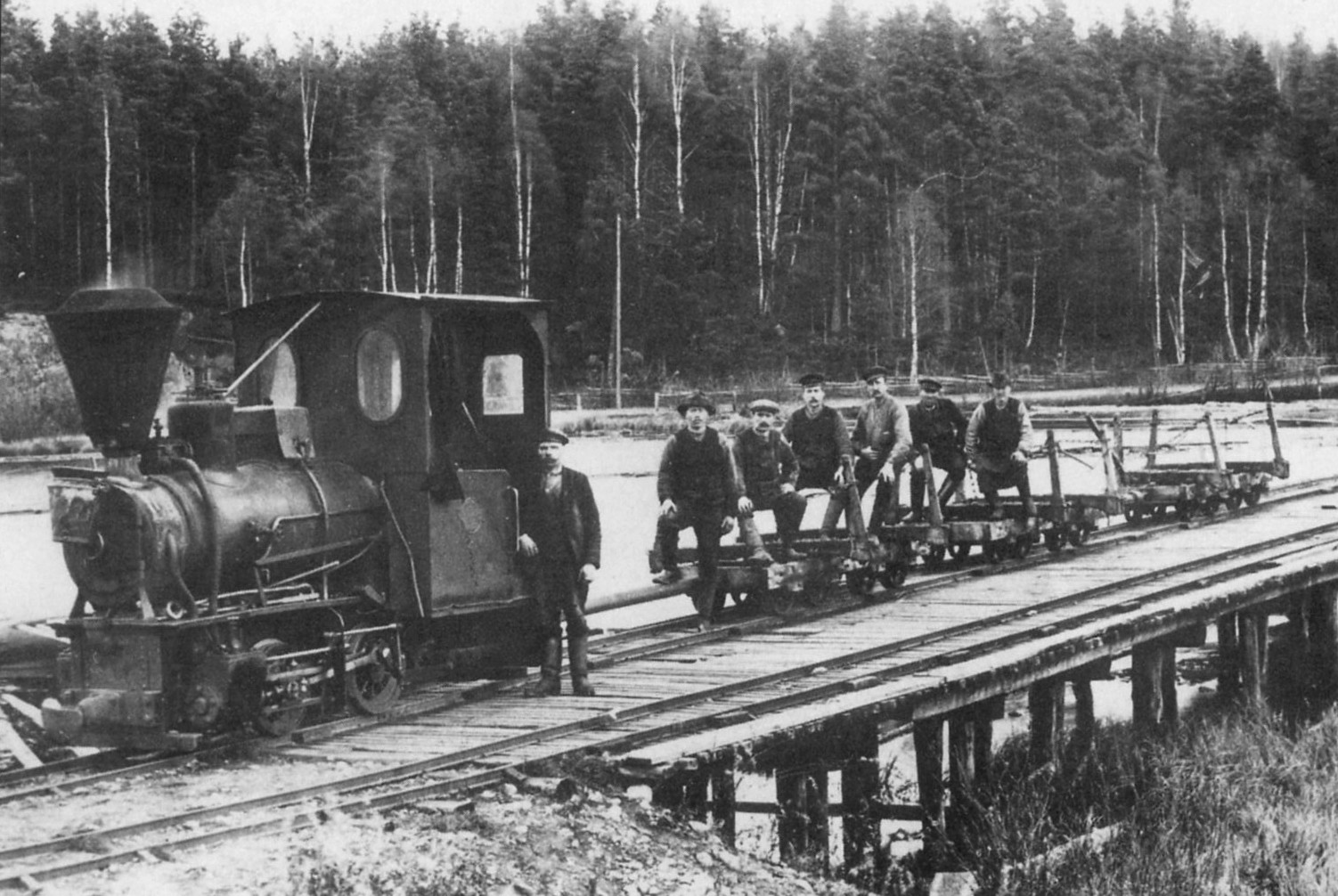
Gullringens "kustpil" 1914 med loket "Sot-Sara".
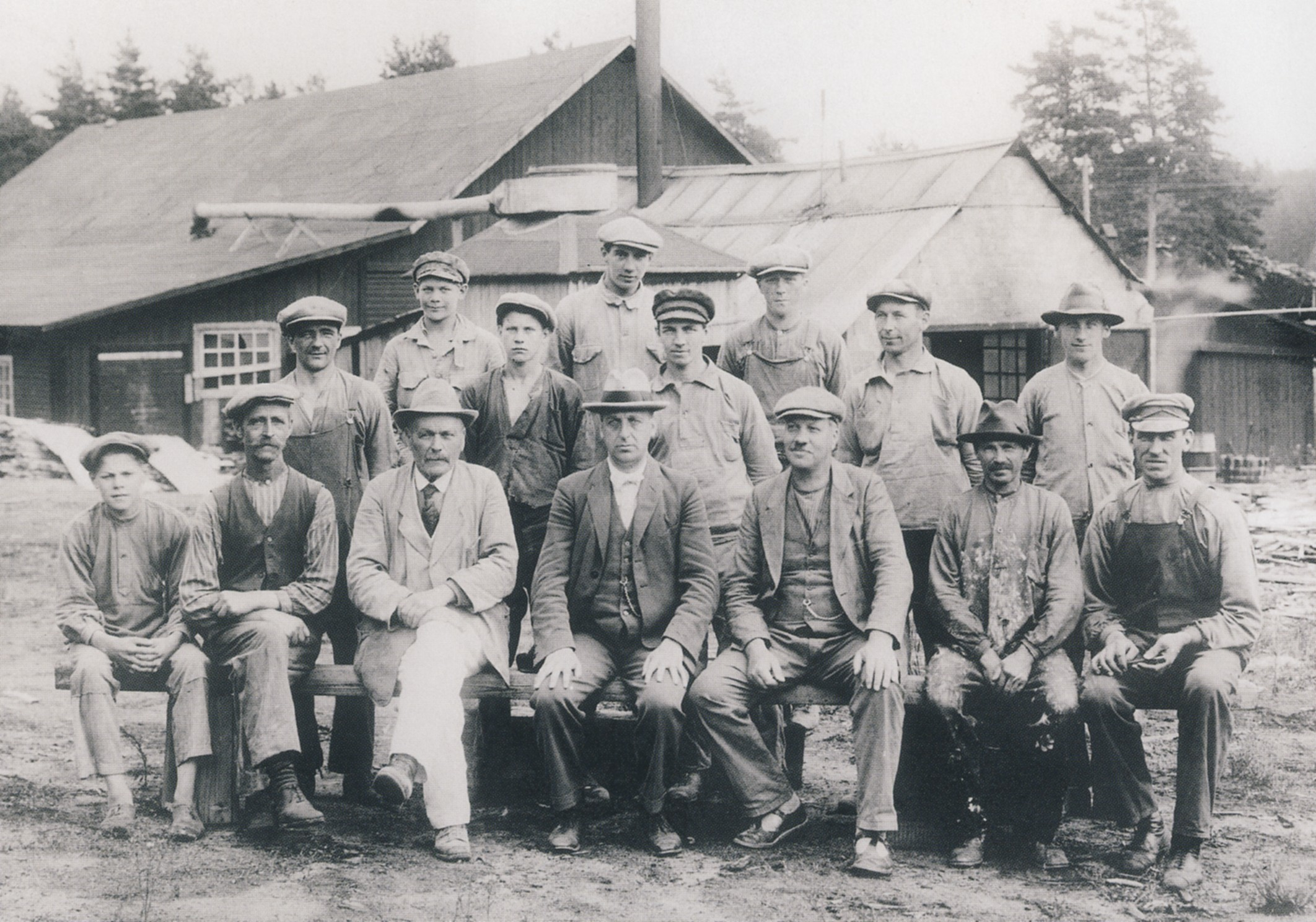
Gullringshus: Ansgarius Svensson (i mitten) och medarbetare på 1920-talet.
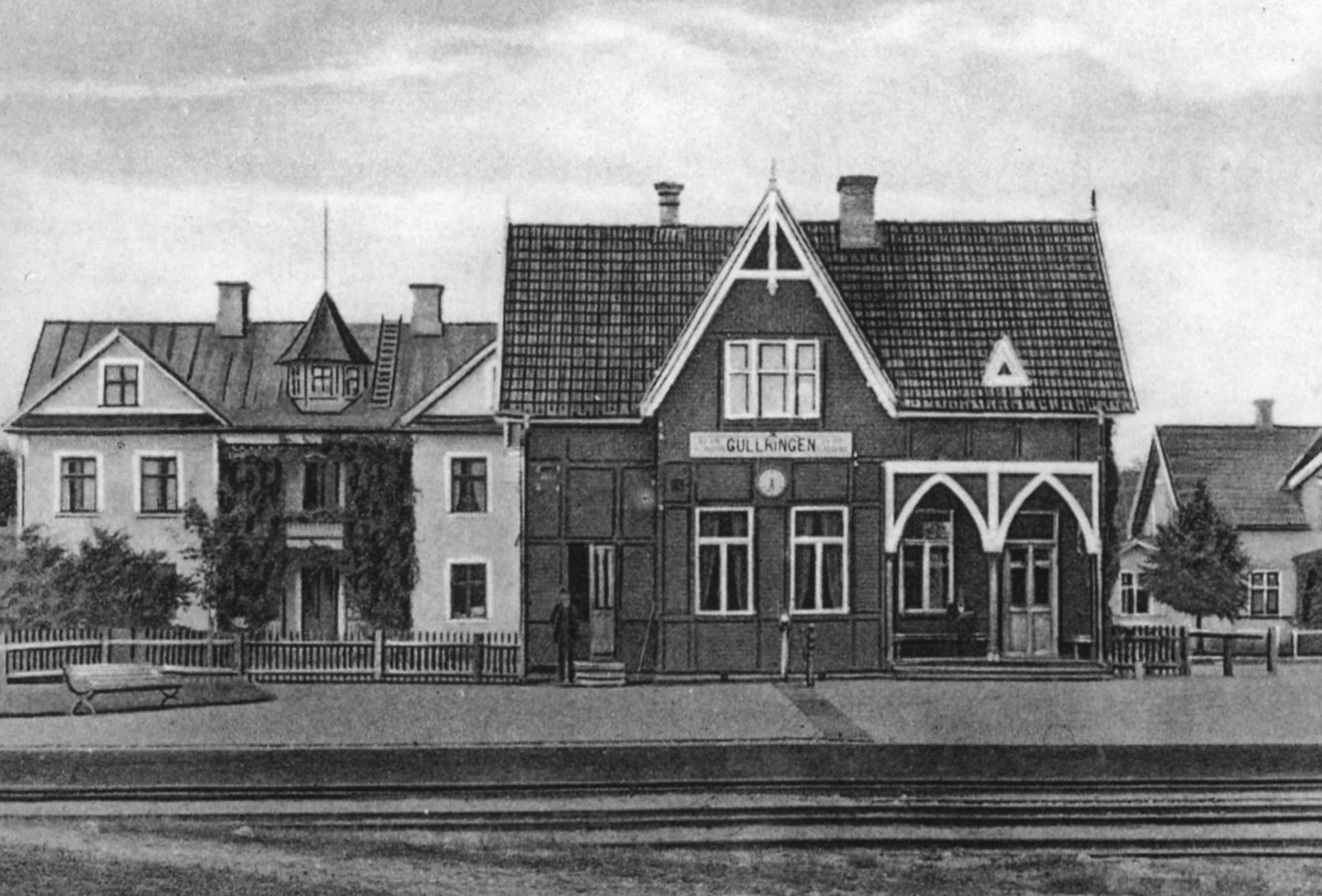
Gullringens stationshus på 1930-talet.
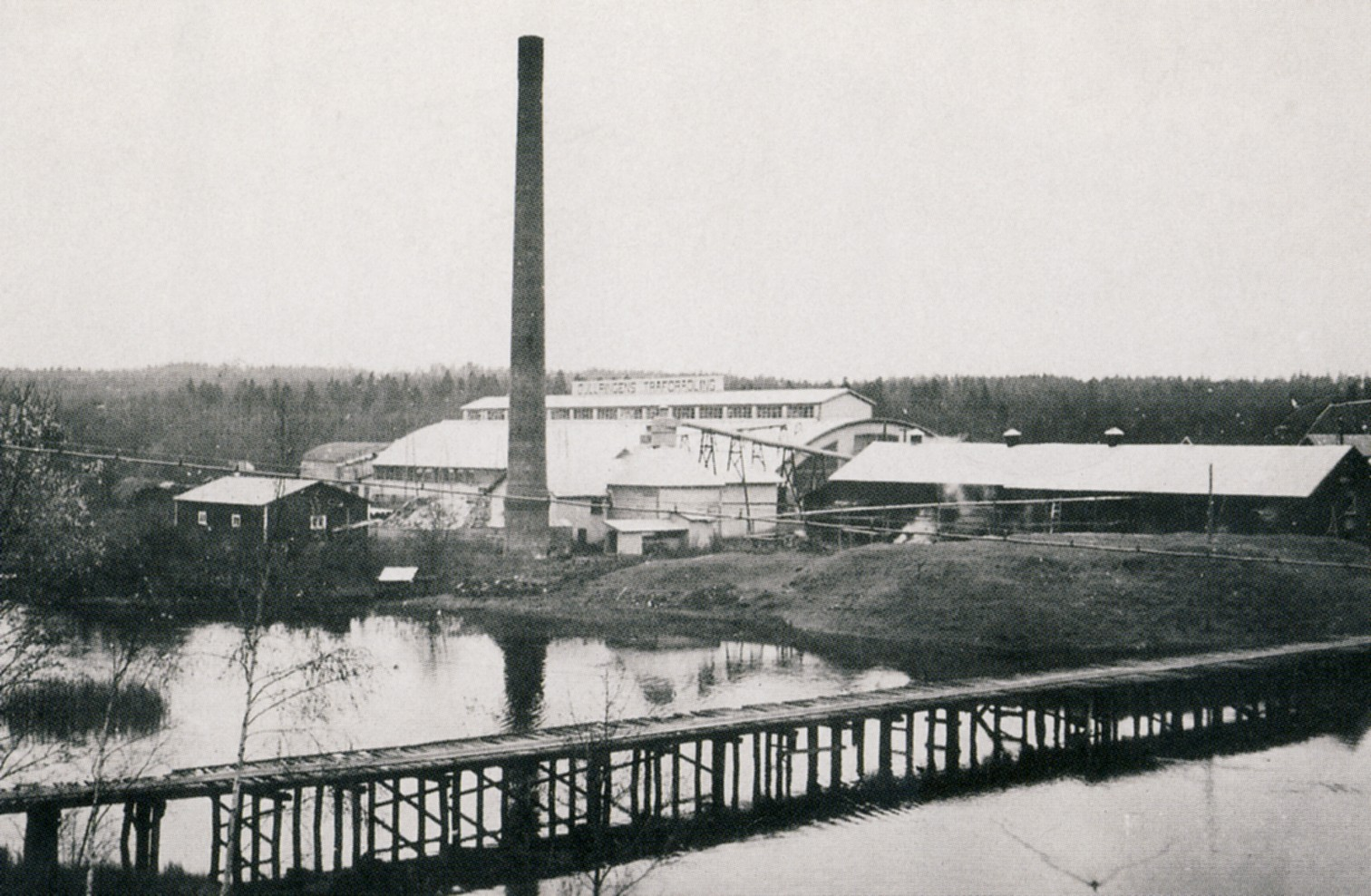
Husfabriken på 1930-talet.
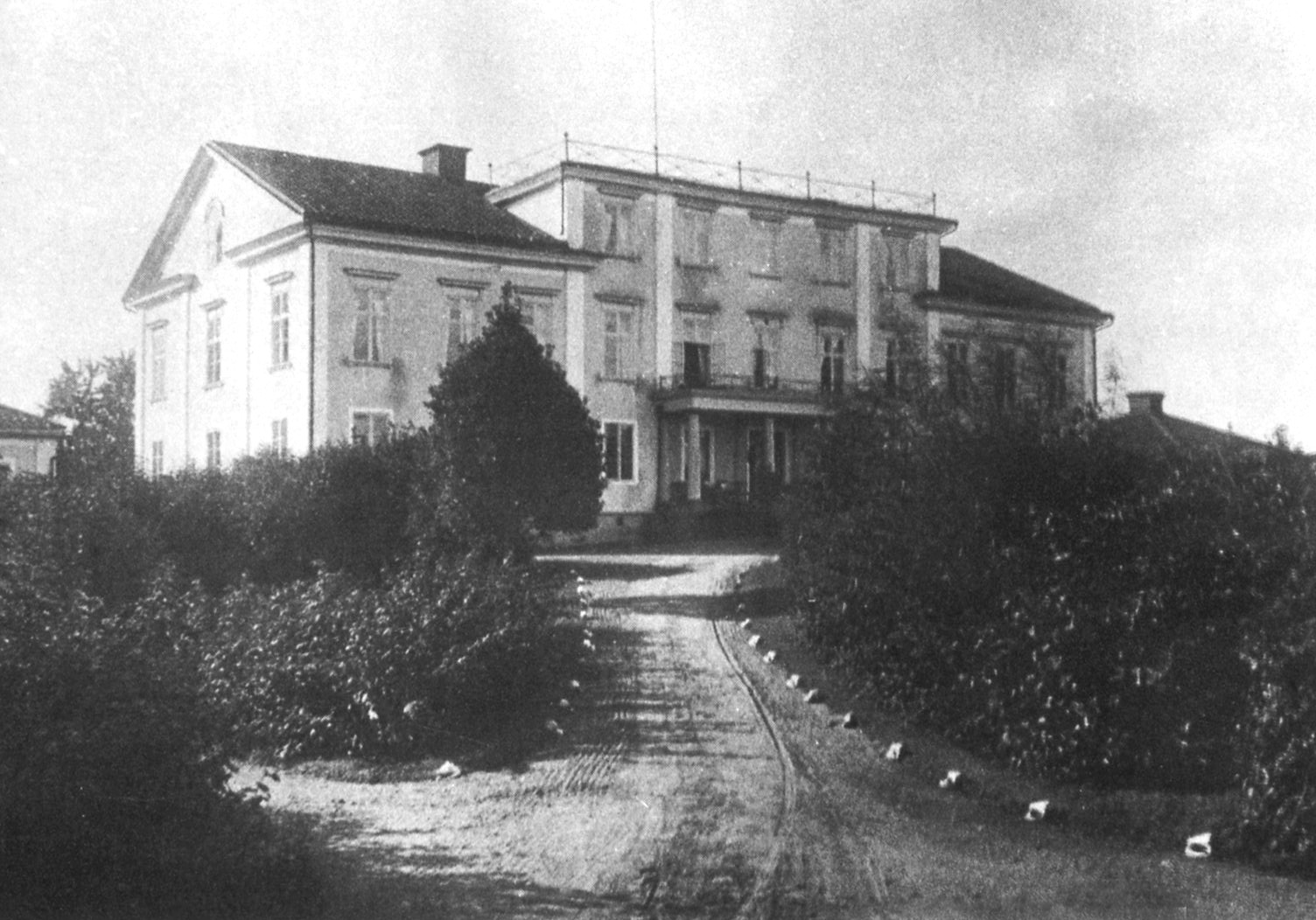
Ålhults herrgård på 1940-talet.

## Brännebro kraftstation
År 1916 fick samhället elektricitet från den egna Brännebro kraftstationen. Vattenkraftverket nyttjade Vervelåns fallhöjd från ett uttag cirka 190 meter uppströms vid dammfästet. Genom en trätub leddes vattnet ner till kraftverket. Fallhöjden på vattenfallet är ca 13 meter och fram till kraftstationen tillkommer det ytterligare 6 meter. Hela fallhöjden ner till kraftstationen blev då 19 meter. 1927 byggdes stationen ut och 1971 upphörde produktionen, maskinerna monterades ned och några år senare även vattentuben. Fundamenten för tuben och maskinhuset finns kvar.

## Gullringshus

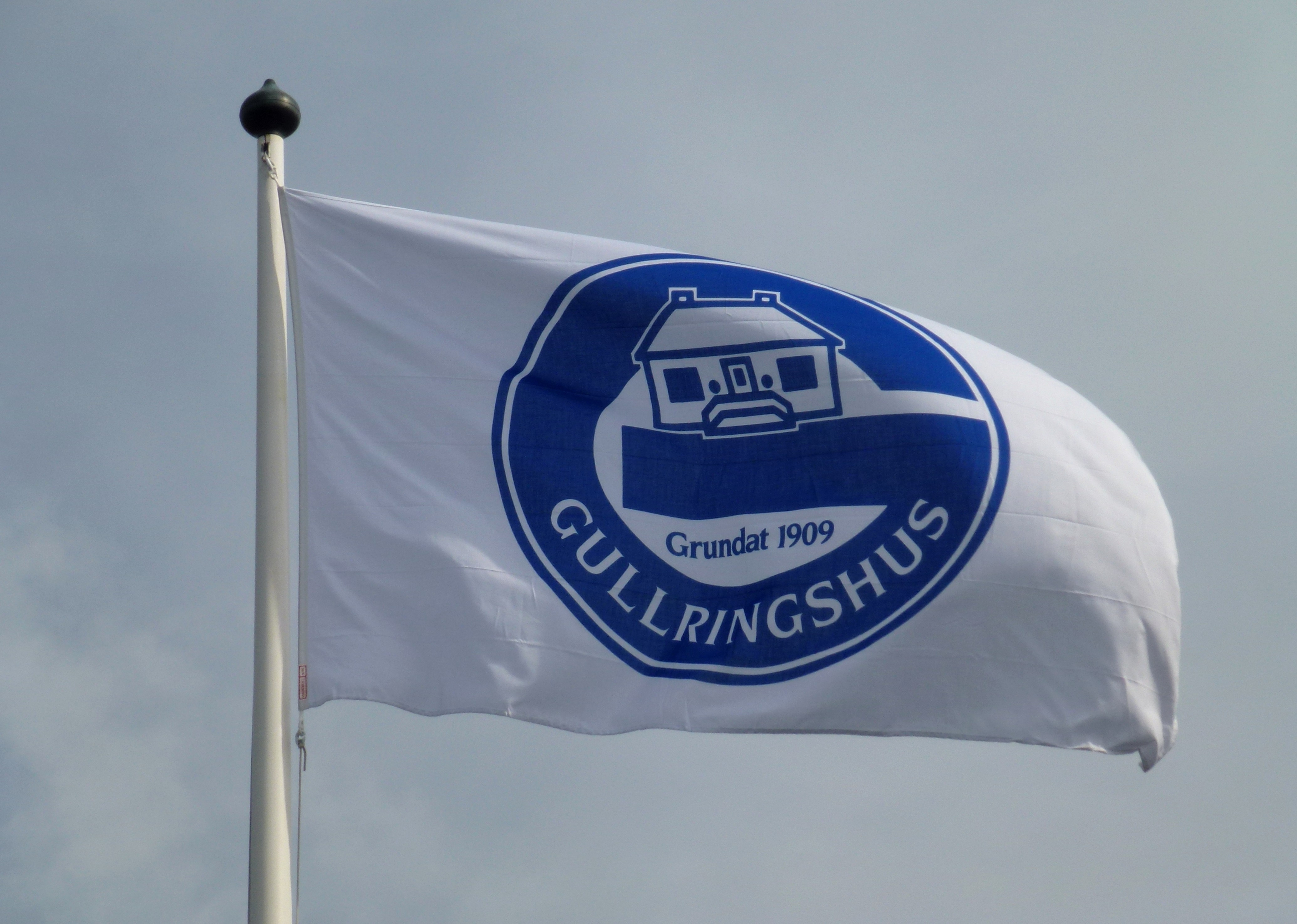
Gullringshus flagga, 2012.

Gullringshus historia börjar 1909, då Ansgarius Svensson startade en sågverks- och trävaruindustri i Järnforsen, några kilometer sydväst om Gullringen. 1929, tjugo år efter starten, köpte man dåvarande sågverk och lådfabrik i Gullringen. Gullringens Träförädling bildades, som började med hustillverkning. 1933 brann lådfabriken ned till grunden och man uppförde en ny fabriksbyggnad. Sverige höll på att lämna bondesamhället, vilket gav bra tider för småhusindustrin, och bättre bostäder byggdes. Från 1929-1933 levererade man 2 775 bostadshus och därutöver ett antal på export, bl.a. till dåvarande Brittiska Palestinamandatet.
År 1943 avled företagets grundare Angsarius Svensson och företaget drevs vidare av familjen, som då även ägde Alsterfors Glasbruk, Älö Tegelbruk och halva Storebro Bruk. Redan 1945 tog bröderna Bengt och Stig Ansgarius-Svensson över ledningen och 1953 även ägandet.
Under andra världskriget minskade efterfrågan på småhus avsevärt, men Gullringshus höll en förhållandevis hög produktion och man tillverkade många baracker och nödbostäder till krigshärjade ute i Europa. Man levererade 2 400 hus åren 1940-1949, exklusive nödbostäderna och barackerna. Det tillverkades även träleksaker vid fabriken på 1940- och 1950-talen.
I Gullringshus tidigare produktionslokaler bygger Skanska Byggsystem sedan början av 2000-talet de lägenheter som i samarbete med Ikea lanseras under varumärket BoKlok.

## Befolkningsutveckling
| Befolkningsutvecklingen i Gullringen 1960–2020 | Befolkningsutvecklingen i Gullringen 1960–2020 | Befolkningsutvecklingen i Gullringen 1960–2020 | Befolkningsutvecklingen i Gullringen 1960–2020 | Befolkningsutvecklingen i Gullringen 1960–2020 |
| ---------------------------------------------- | ---------------------------------------------- | ---------------------------------------------- | ---------------------------------------------- | ---------------------------------------------- |
|                                                |                                                |                                                |                                                |                                                |
| År                                             |                                                |                                                | Folkmängd                                      | Areal (ha)                                     |
| 1960                                           | 1960                                           |                                                | 565                                            |                                                |
| 1965                                           | 1965                                           |                                                | 645                                            |                                                |
| 1970                                           | 1970                                           |                                                | 779                                            |                                                |
| 1975                                           | 1975                                           |                                                | 719                                            |                                                |
| 1980                                           | 1980                                           |                                                | 788                                            |                                                |
| 1990                                           | 1990                                           |                                                | 696                                            | 145                                            |
| 1995                                           | 1995                                           |                                                | 634                                            | 145                                            |
| 2000                                           | 2000                                           |                                                | 574                                            | 145                                            |
| 2005                                           | 2005                                           |                                                | 560                                            | 145                                            |
| 2010                                           | 2010                                           |                                                | 541                                            | 144                                            |
| 2015                                           | 2015                                           |                                                | 503                                            | 127                                            |
| 2020                                           | 2020                                           |                                                | 509                                            | 116                                            |
|                                                |                                                |                                                |                                                |                                                |

## Idrott
Traktens fotbollslag är Gullringens GoIF

### Nutida bilder

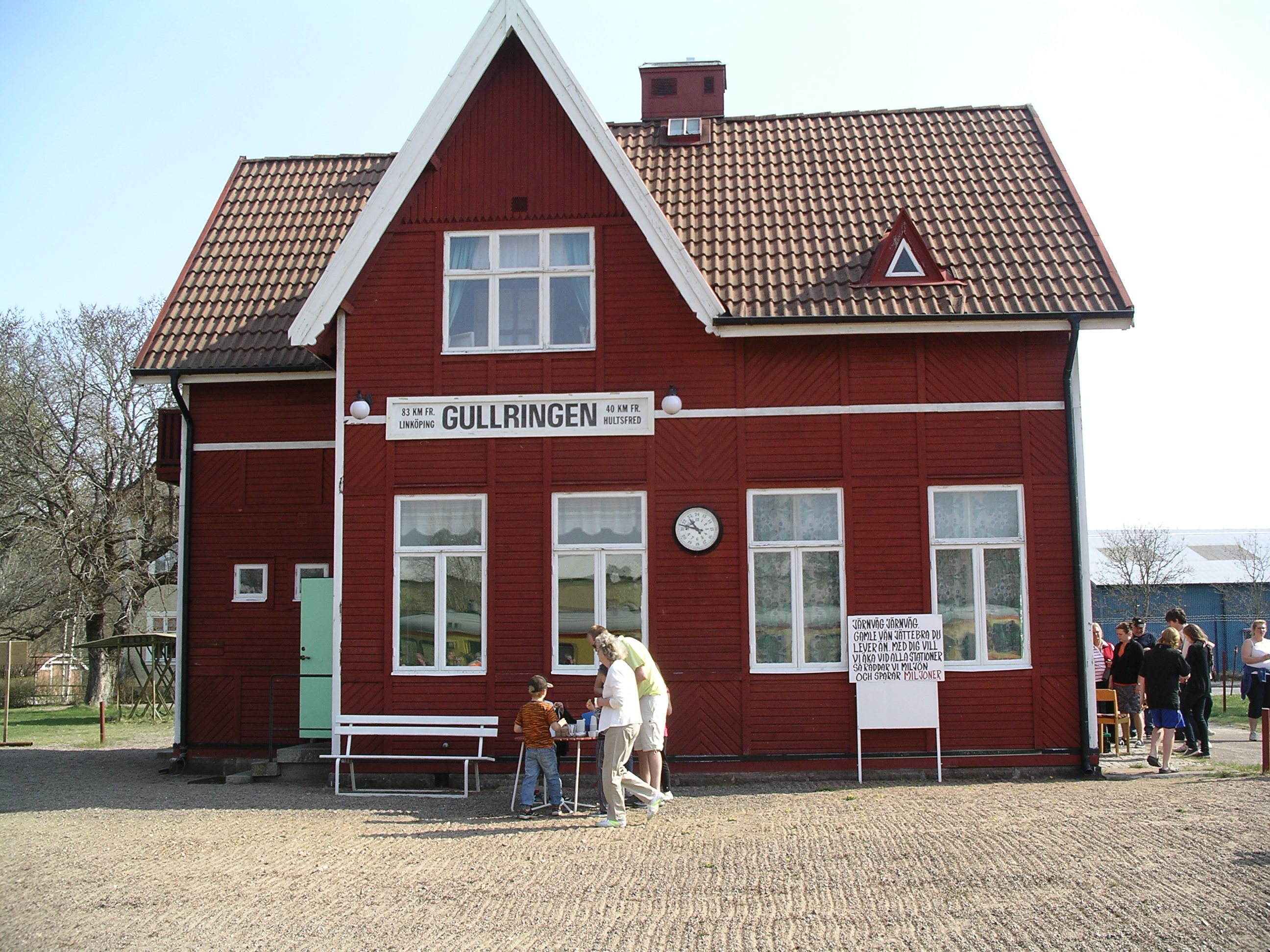
Gullringens stationshus
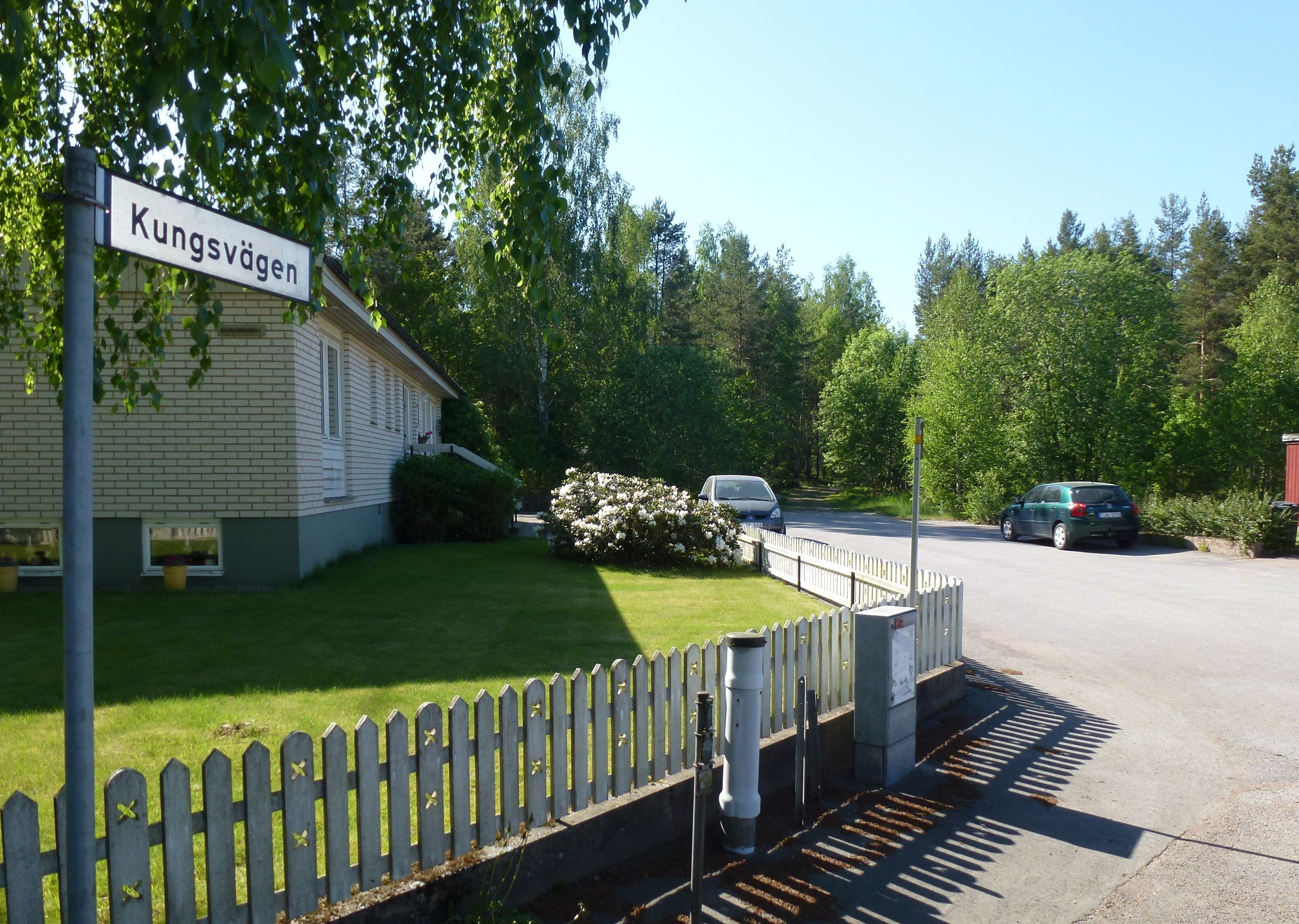
Kungsvägen, Gullringen
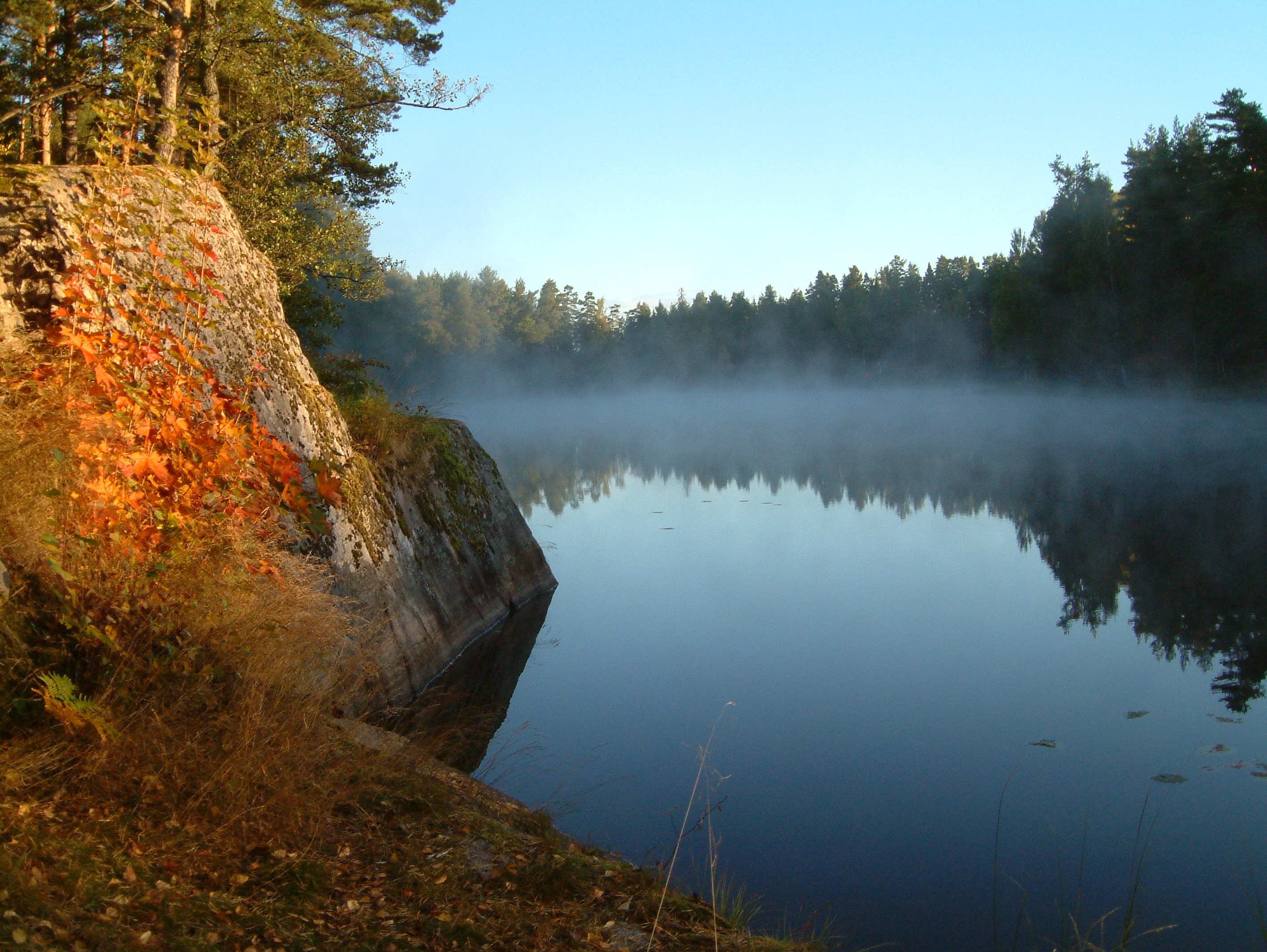
Vervelån / Kvarndammen
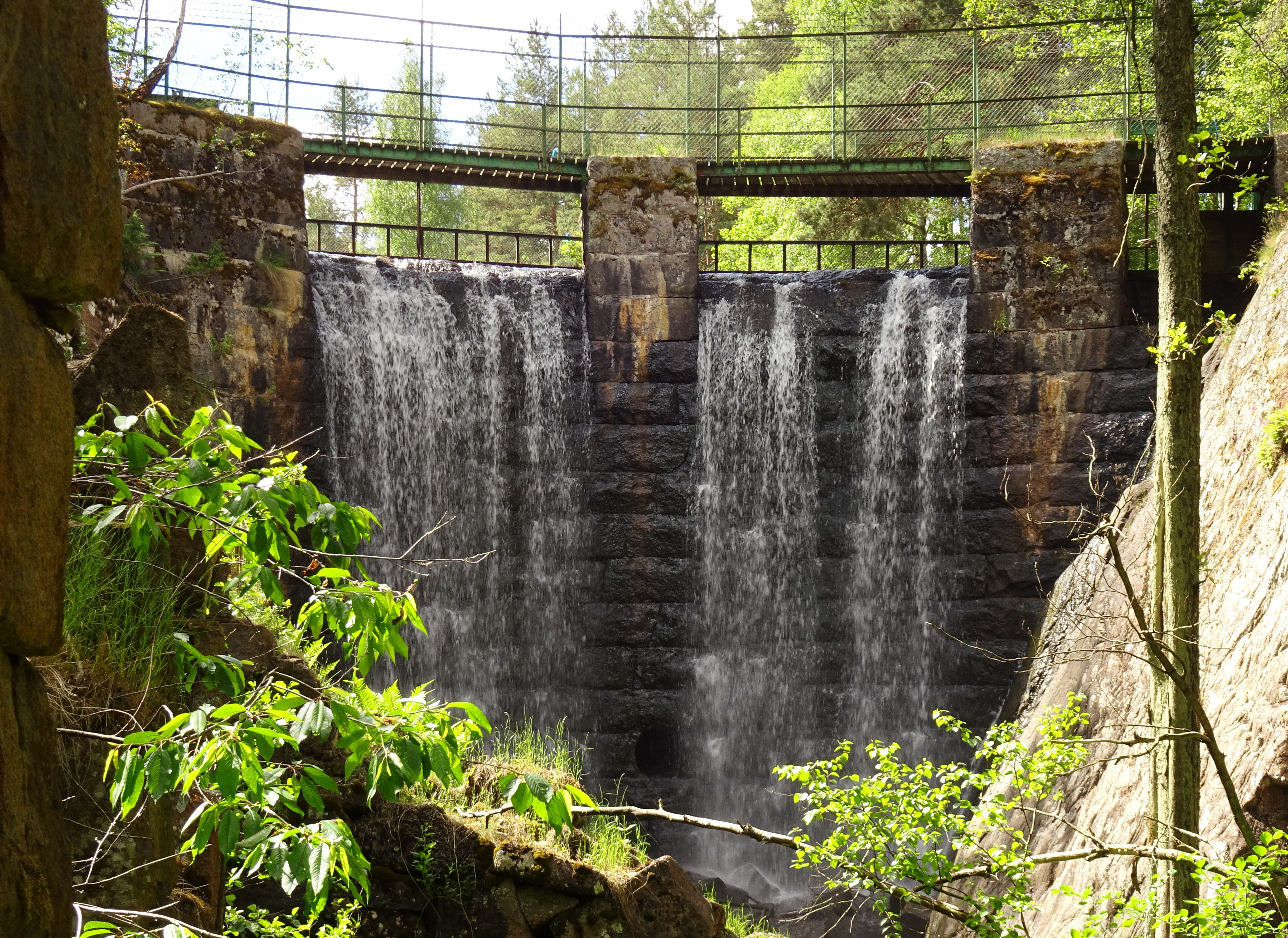
Dammen i Gullringen
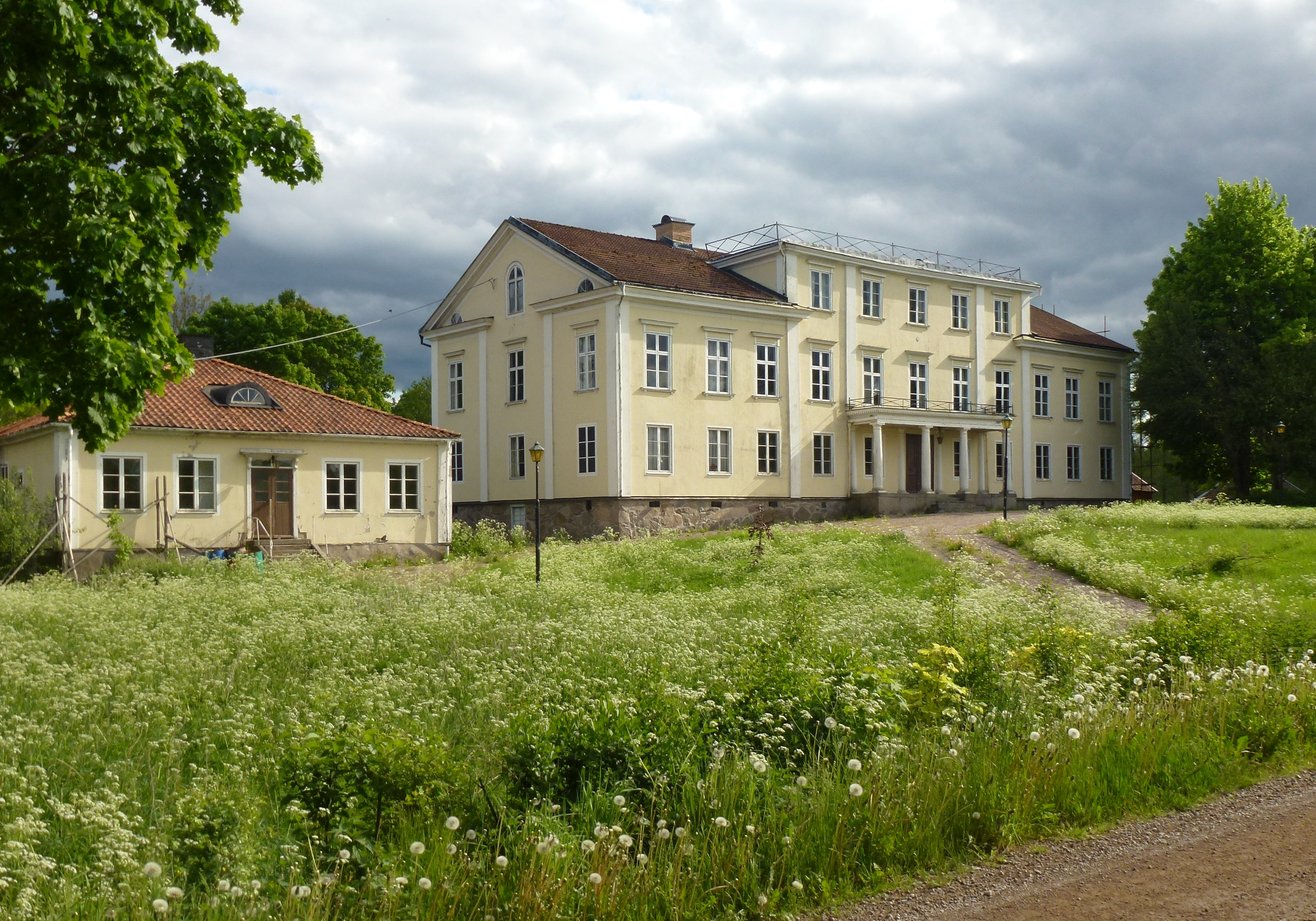
Ålhults herrgård 2012